# Núi Chứa Chan

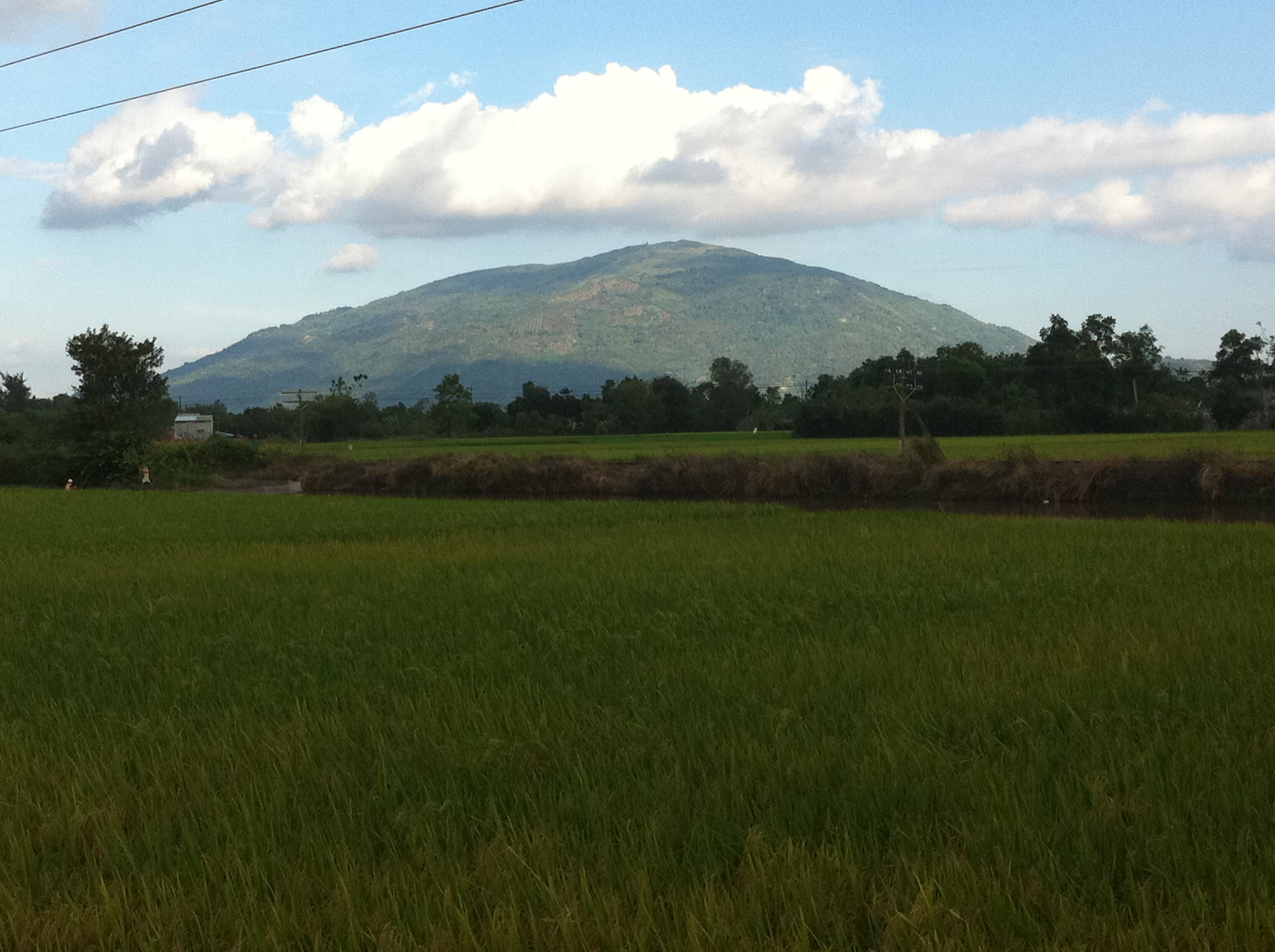
Núi Chứa Chan

Núi Chứa Chan còn gọi là núi Gia Ray hay núi Gia Lào thuộc huyện Xuân Lộc, tỉnh Đồng Nai, Việt Nam. Núi Chứa Chan được Bộ Văn hóa, Thể thao và Du lịch xếp hạng di tích danh lam thắng cảnh cấp quốc gia theo quyết định số 1204/QĐ-BVHTTDL ngày 29 tháng 3 năm 2012.
Núi ở độ cao là 837 mét so với mực nước biển, cao thứ hai khu vực Nam Bộ (sau núi Bà Đen cao 986 mét).